# Wolfgang Geisler (Architekt)
Wolfgang Geisler (* 22. April 1930 in Zschepen; † 17. September 2021) war ein deutscher Architekt und Hochschullehrer.

## Leben und Wirken
Geisler war der Sohn eines Fabrikarbeiters. Von 1945 bis 1947 absolvierte er in Zschepen eine Zimmermannslehre. Von 1947/48 bis 1950/51 studierte er drei Jahre lang Hochbau an der Leipziger Ingenieurschule für Bauwesen. Von 1951 bis 1956 sowie von 1960 bis 1961 arbeitete er als Entwurfsarchitekt im VEB Hochbauprojektierung Leipzig.
Von 1956 bis 1960 war er wissenschaftlicher Mitarbeiter an der Hochschule für Architektur und Bauwesen in Weimar, wo er gleichzeitig ein externes Studium absolvierte und den Abschluss als Dipl.-Ing. erreichte. Von 1961 bis 1967 war er wissenschaftlicher Mitarbeiter an der Leipziger Hochschule für Bauwesen, wo er 1967 zum Dr. Ing. promoviert wurde. Von 1967 bis 1971 war er Leiter des Projektierungsbüros des Ministeriums für Hoch- und Fachschulwesen an dieser Hochschule.
1971 wechselte er an die Hochschule für industrielle Formgestaltung in Halle und dozierte dort in den Bereichen Wohn- und Gesellschaftsbau, Arbeitsumwelt und Ausbaugestaltung. 1979 wurde er zum Professor ernannt. Er war an der Hochschule für industrielle Formgestaltung für Lehrinhalte, Strukturpolitik, Bautätigkeit und Forschung verantwortlich und ab 1990 für den Aufbau des Studienganges Innenarchitektur. 1996 wurde er emeritiert. Er lebte in Delitzsch.
Geisler war bis 1990 Mitglied des Verbands Bildender Künstler der DDR. 1986 war er Preisträger im künstlerischen Wettbewerb zum 100. Geburtstag Ernst Thälmanns. 1987/1988 war er auf der X. Kunstausstellung der DDR in Dresden vertreten.

## Bauten der Forschung und Lehre
Geisler war im Hochschulbau tätig, u. a. 1951 bis 1960 – zusammen mit Wolfgang Scheibe (1928–2006) und Heinz Rauschenbach – beim Bau der Leipziger Universitätsinstitute für Hygiene, Anatomie, Physik, Physiologie und beim Studentenwohnheim der Universität Leipzig in der Nürnberger Straße. Von 1967 bis 1972 errichtete er nach seinen Entwürfen den Hörsaalkomplex für die Technische Hochschule Leuna-Merseburg. Zudem machte er städtebauliche Studien zu den Hochschulen in Magdeburg, Leipzig und Merseburg.

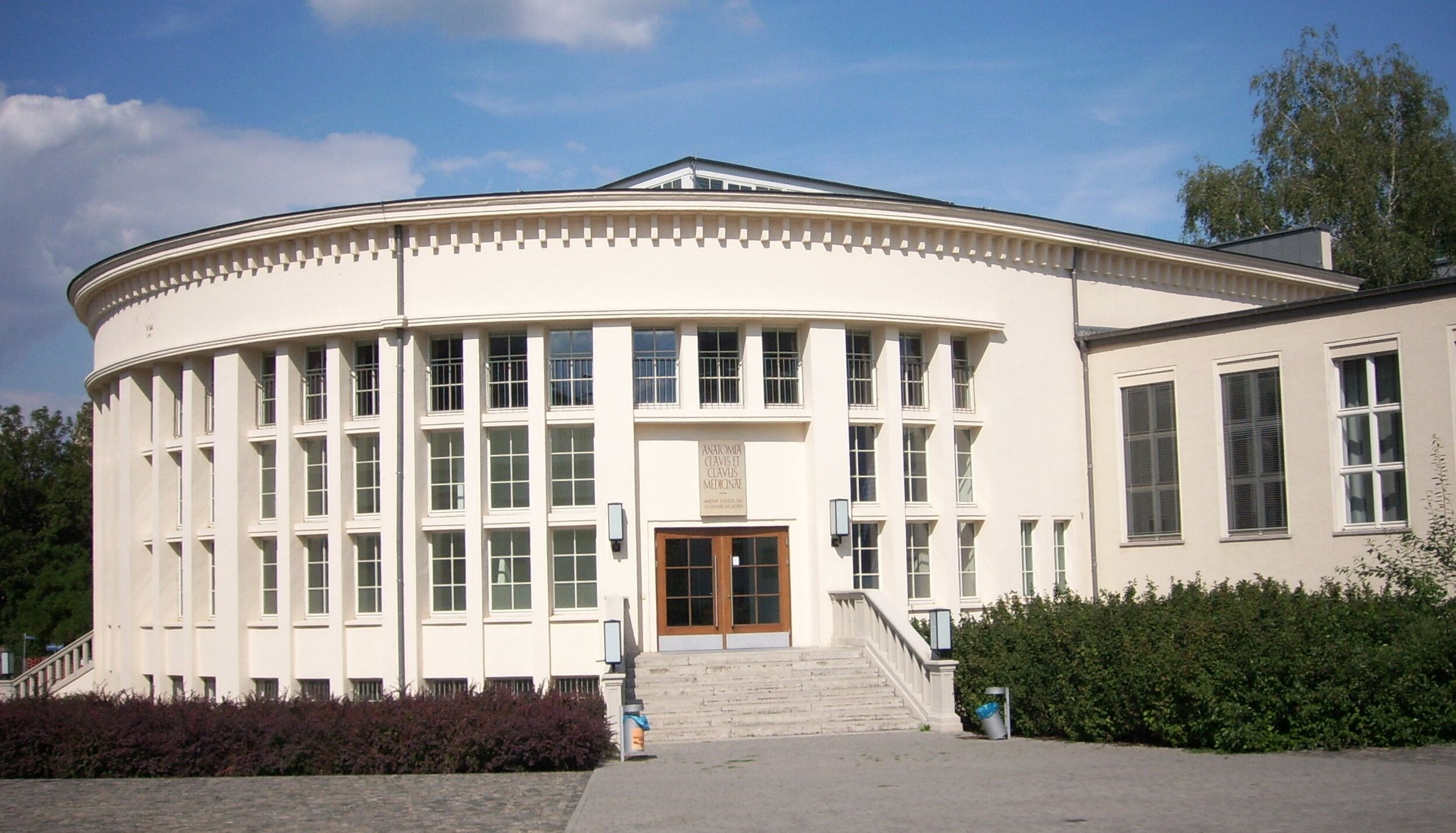
Hörsaal des Anatomischen Instituts der Universität Leipzig (2007)
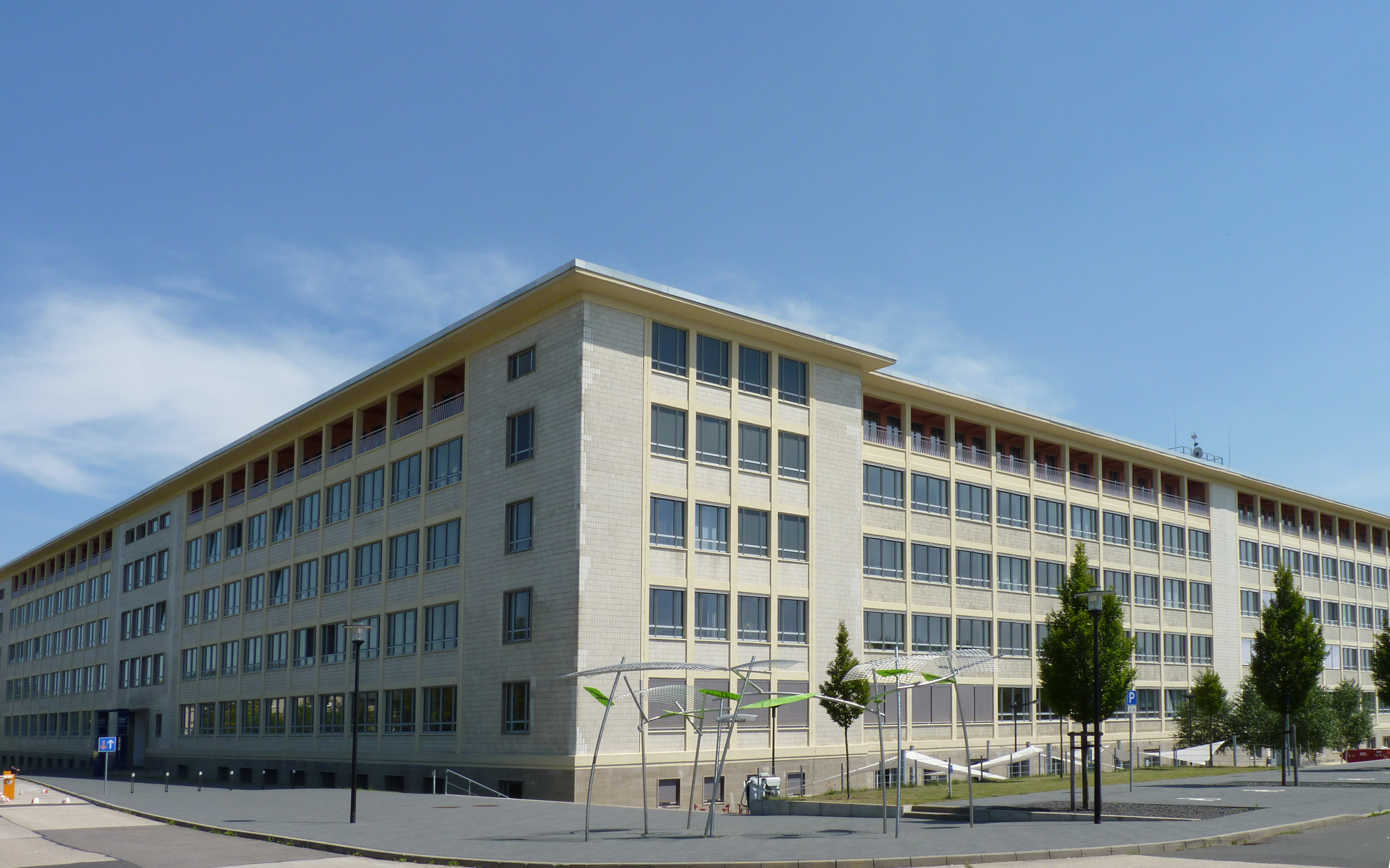
Hauptgebäude der Hochschule Merseburg (2014)
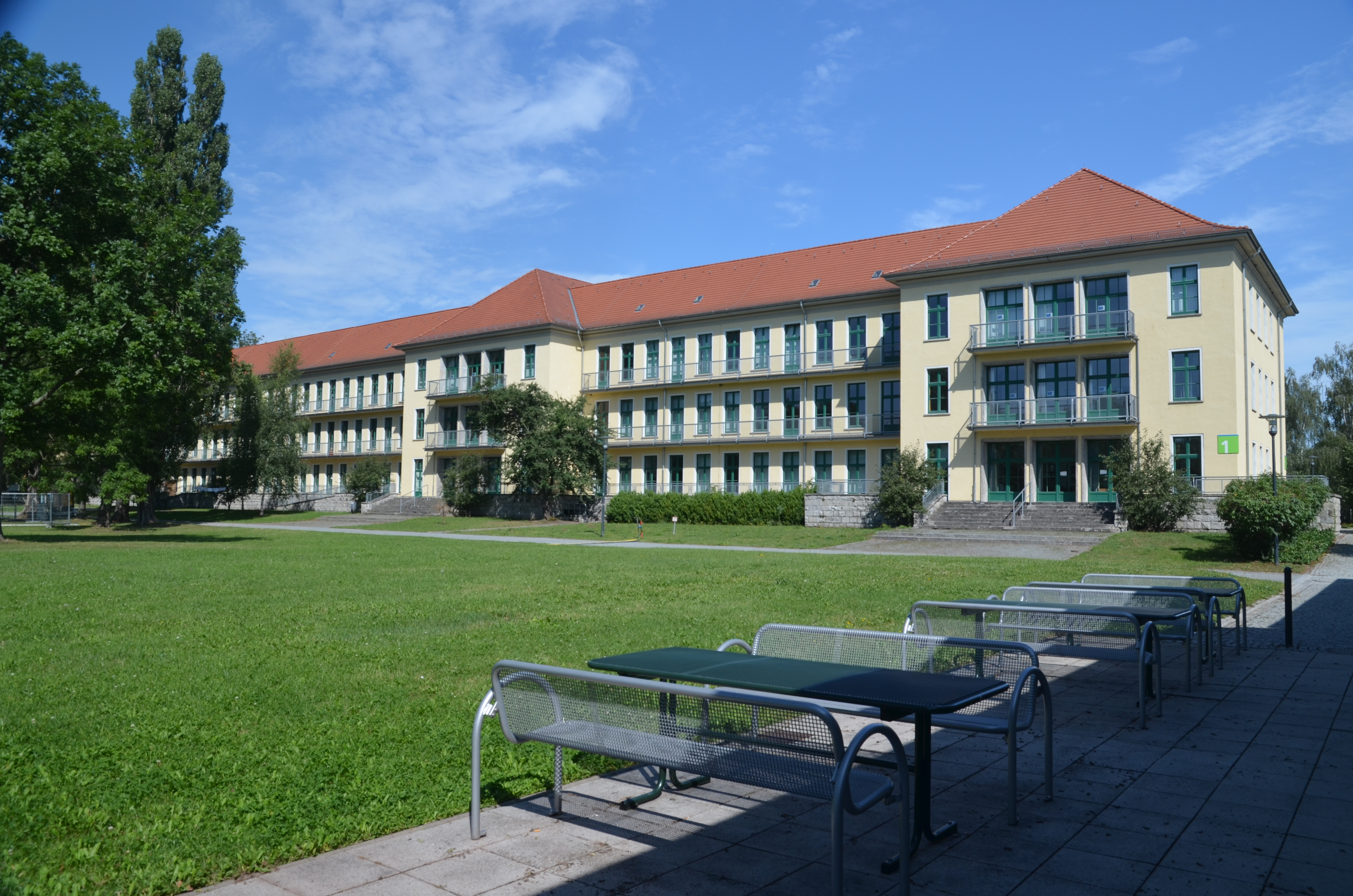
Hochschule Magdeburg (2012)

## Publikationen
- Grundzüge einer Methode zur Bestimmung der Funktionsordnung von Wohnungen. Dargestellt an individuellen Wohnräumen für Eltern und Kinder. Ein Beitrag zur Ermittlung von Nutzwerten im Wohnungsbau. Dissertation vom 9. Juni 1967 (Hochschulschrift), Hochschule für Bauwesen, Leipzig 1967, OCLC 74067119.[3]
- Aufbau im Bezirk Leipzig. In: Deutsche Architektur. Nr. 9, 1969, S. 562ff.
- Zur Ausbildung von Arbeitsumweltgestaltern. In: Beiträge zur Arbeitsumweltgestaltung des AiF. Nr. 4, 1986, S. 45–71.
- mit Jochen Ziska (Hrsg.: Verband Bildender Künstler der Deutschen Demokratischen Republik): Partner für die Praxis : zur Ausbildung von Arbeitsumweltgestaltern an der Hochschule für industrielle Formgestaltung Halle, Burg Giebichenstein. Bildende Kunst, 1984, OCLC 888549696, S. 206–207.